# Wilhelm Marx
Wilhelm Marx (Köln, 1863. január 15. - Bonn, 1946. augusztus 5.) német jogász és politikus (Katolikus Centrum Párt).  Németország kancellárja 1923-1925 és 1926-1928 között.
Mindkét kormány amelyiket vezetett, koalíciós kormány volt a Centrumpárt (Zentrum), a konzervatív jobboldali párt (DNVP) és a liberális Német demokrata párt (DDP) között. Marx volt a Centrumpárt jelöltje az 1925-ös elnökválasztáson, amit a jobboldal jelöltje Paul von Hindenburg, az első világháborúban a hadsereg főparancsnoka, nyert meg.

## Fordítás
- Ez a szócikk részben vagy egészben  a   Wilhelm Marx című svéd Wikipédia-szócikk fordításán alapul.  Az eredeti cikk szerkesztőit annak laptörténete sorolja fel. Ez a jelzés csupán a megfogalmazás eredetét és a szerzői jogokat jelzi, nem szolgál a cikkben szereplő információk forrásmegjelöléseként.